# J.C. Modeweg & Søn
J.C. Modeweg & Søn A/S var en dansk klædefabrik, der eksisterede fra 1810-1956.

## Historie
J.C. Modeweg (1782-1849) overtog i 1810 et dugmagerværksted i København. I 1831 var han medkøber af Brede Værk (oprettet som kornmølle, der nævnes i det 14. århundrede, i 1628 omdannet til krudtmølle og ca. 1668 til et kobberværk af Henr. Ehm) og blev i 1835 eneejer. I 1839 optog han sin søn, J.E. Modeweg (1813-1869) som kompagnon. Dennes enke fortsatte driften til 1872, da hun solgte Brede til Carl Albeck (1830-1905) og William Salomonsen (1842-1900). Den førstnævnte udtrådte i 1879, og W. Salomonsen optog i 1887 Edmund Daverkosen (1854-1918) og Carl C. Jensen (1853-1922) som associés. I 1895 omdannedes firmaet til et aktieselskab med de to sidstnævnte som adm. direktører. 
I mellemkrigstiden udviklede J.C. Modeweg & Søn sig til en af landets største klædefabrikker, men 1956 blev fabrikken nedlagt og bygningerne tre år senere overtaget af staten og overdraget Nationalmuseet. Fra 1919 til 1951 var H.W. Jacobæus (1881-1974) direktør, og i året 1950 nævnes D.G. Andrés (1896-?) som direktør. Firmaet blev likvideret og dets arkiv overdraget til Erhvervsarkivet.
J.C. Modeweg & Søn's fabrikation omfattede hel- og halvuldne klædevarer. Firmaet havde adresse på Gammel Mønt 12 i København og Brede pr. Lyngby, hvor fabrikken var opført 1943 efter tegninger af Svenn Eske Kristensen.